# Schätzmühle
Die Ortschaft Schätzmühle ist ein Ortsteil der Gemeinde Lindlar, Oberbergischer Kreis, im Regierungsbezirk Köln in Nordrhein-Westfalen (Deutschland).

## Lage und Beschreibung
Schätzmühle liegt nordwestlich von Lindlar in unmittelbarer Nähe von Merlenbach an der Landesstraße 284. Der Ort liegt an der Lindlarer Sülz.

## Geschichte
Schätzmühle wurde 1467 erstmals als „moele zo schagtzhuyss“ urkundlich erwähnt.
Die Gemeinde- und Gutbezirksstatistik der Rheinprovinz führt Haus und Mühle Schätzmühle 1871 mit einem Wohnhaus und 15 Einwohnern auf.

## Wirtschaft
Von wirtschaftlicher Bedeutung ist die Forellenzucht.

## Busverbindungen
Haltestelle Schätzmühle:
- VRS (OVAG) Linie 335 Scheel – Frielingsdorf – Lindlar – Linde – Biesfeld – Bergisch Gladbach
- VRS (KWS) Linie 402 Unterschbach – Hohkeppel – Lindlar – Linde – Kürten Schulzentrum (nur Schulverkehr)

## Wanderwege
Durch Schätzmühle führt der Sülzbahnsteig (Zeichen: Dampflok), der Wanderweg (Zeichen: >4) zwischen Lindlar und Kürten und die Querspange (Zeichen: Quadrat) Unterheiligenhoven - Ommerborn.

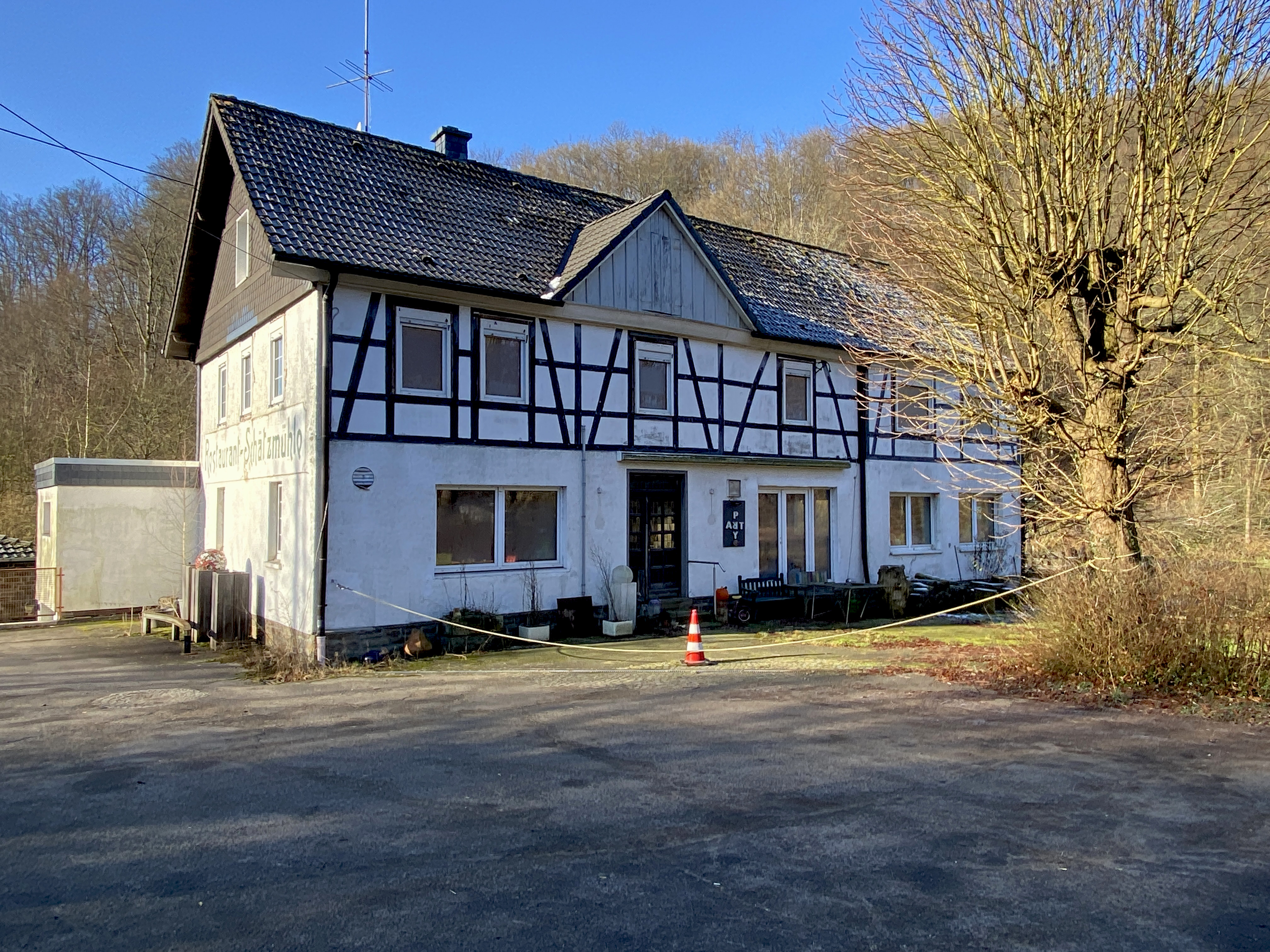
Schätzmühle
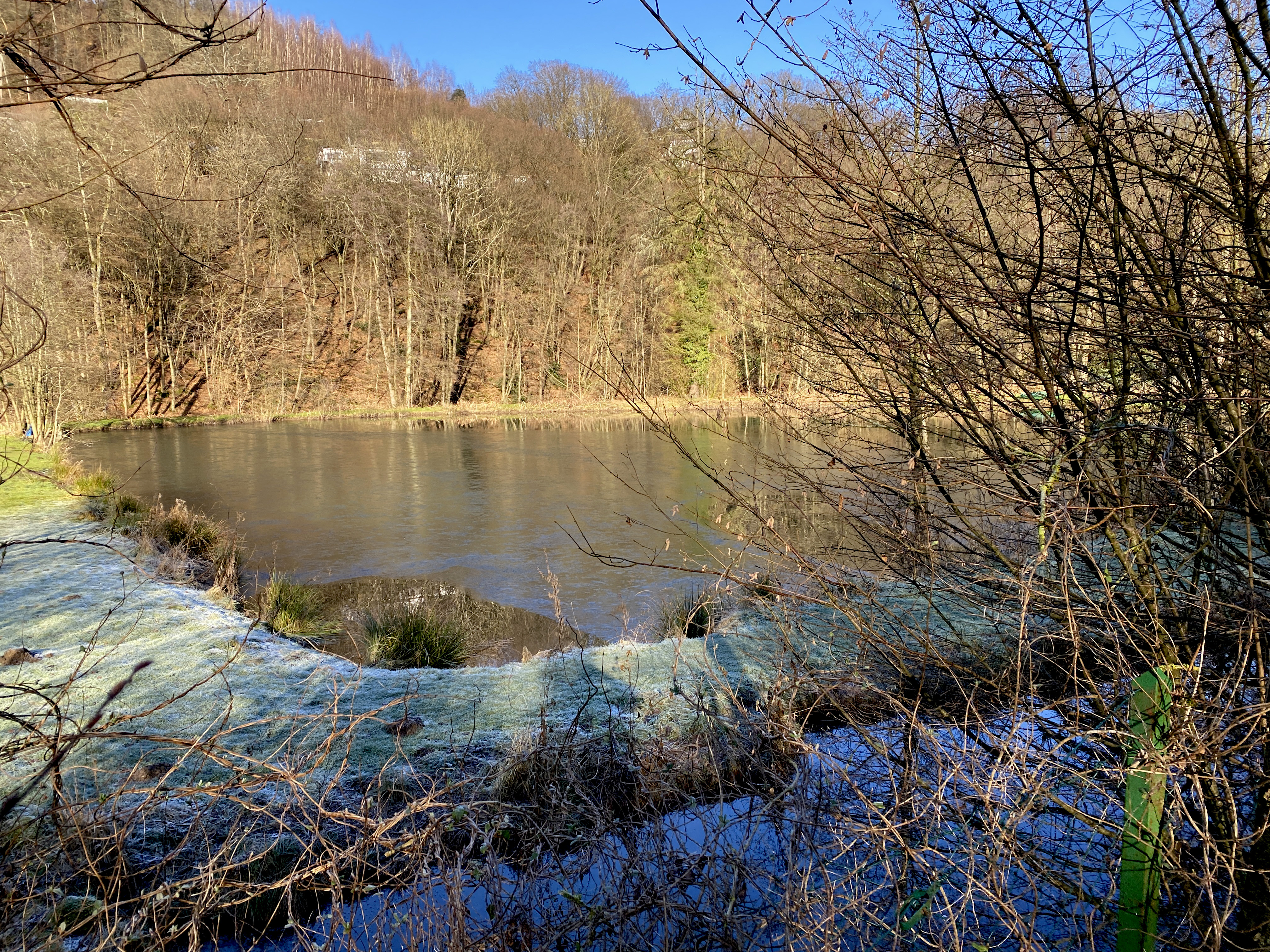
Mühlenteich
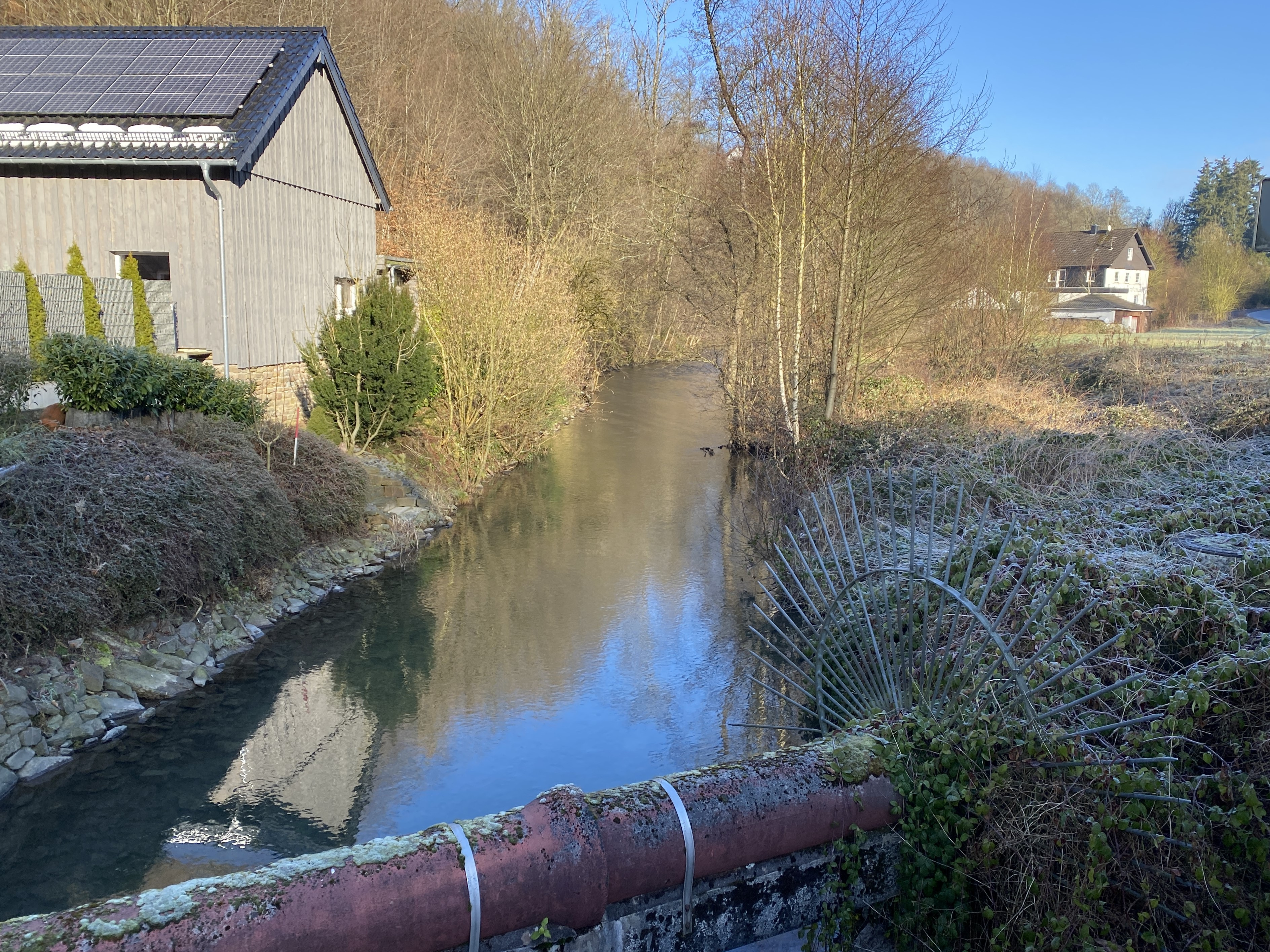
Lindlarer Sülz bei Schätzmühle
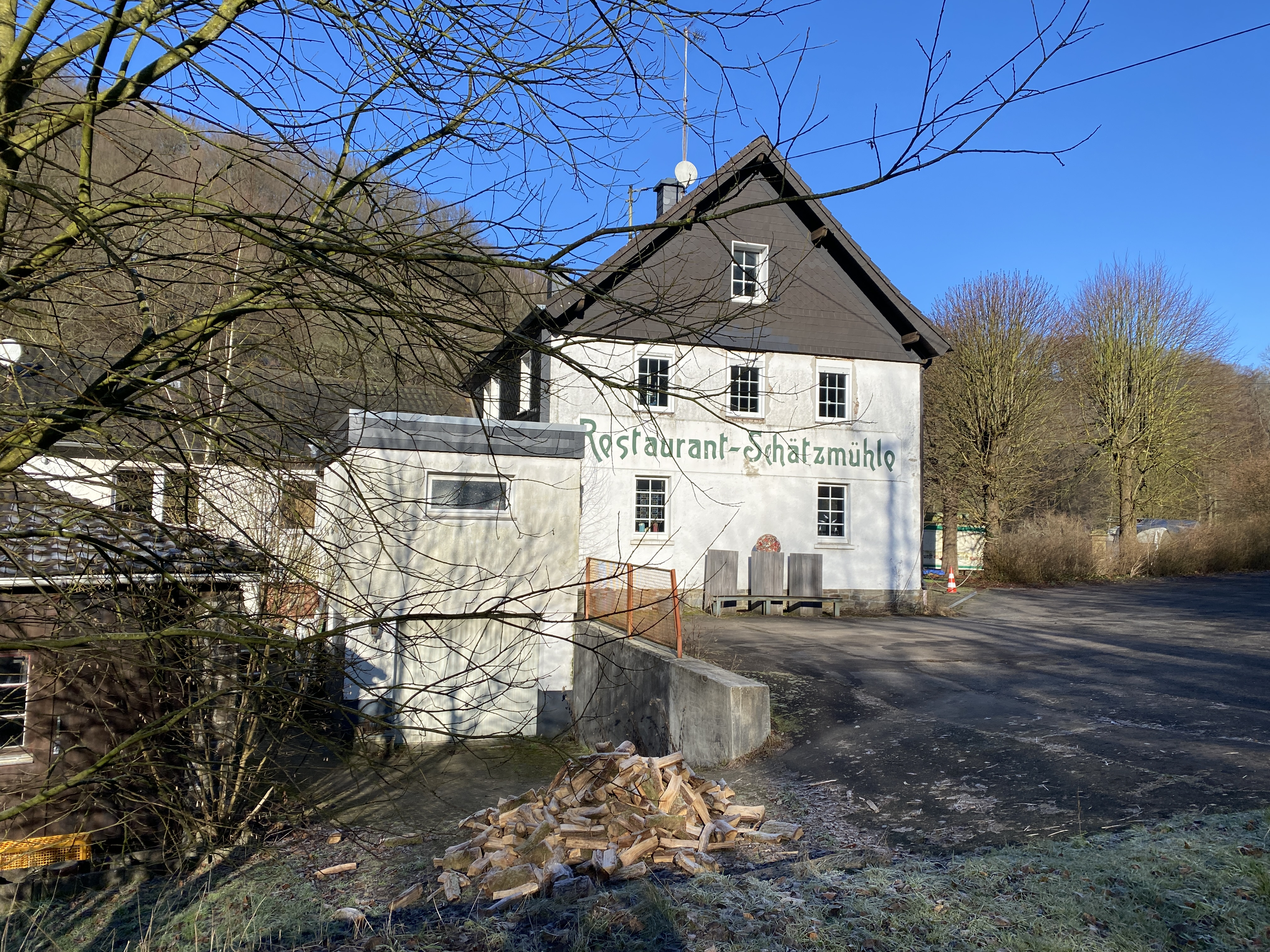
Schätzmühle